# Ente autonomo per la gestione delle aziende termali
L'Ente autonomo per la gestione delle aziende termali, in acronimo EAGAT, era un ente pubblico italiano che gestiva 13 concessioni termali in Italia. Le più importanti si trovavano in Emilia-Romagna e in Toscana.

## Storia
Istituito nel 1960 con legge 649/60, dal Ministero delle partecipazioni statali per gestire le partecipazioni statali e le concessioni del settore termale, nel 1978 EAGAT viene messo in liquidazione con legge 641/78 e le sue partecipazioni vengono conferite in gestione fiduciaria a EFIM.
Nel 1995 EFIM cede le 13 aziende termali a IRI.

## Partecipazioni
- Terme di Agnano S.p.A.
- Terme Sibarite S.p.A.
- Terme di Acqui S.p.A.
- Terme di Castrocaro S.p.A.
- Terme di Montecatini S.p.A.
- Terme di Salsomaggiore S.p.A.
- Terme di Chianciano
- Terme di Santa Cesarea
- Terme di Merano
- Terme di Stabiane
- Terme di Casciana S.p.A.
- Terme di Salice S.p.A.
- Fonti di Recoaro S.p.A.
- Società Immobiliare Nuova Terme S.p.A.
- Centro Ittico Tarantino Campano S.p.A.